# Batalla de Bulgnéville
La batalla de Bulgnéville va tenir lloc el 2 de juliol de 1431 entre els exèrcits dels cosins Renat I d'Anjou i Antoni de Vaudémont sobre partició del ducat de Lorena després de la mort del duc Carles II de Lorena. Encara que Renat fou derrotat i capturat, el resultat es va revertir per la via diplomàtica posteriorment.

## Antecedents
No amagant la seva voluntat d'heretar del ducat de Lorena a la mort del seu oncle Carles II de Lorena, que no tenia més que filles, es va barallar amb aquest quan el va desheretar el 1425. Carles II va atacar els seus dominis, però Antoni es va aliar amb Felip III el Bo, duc de Borgonya i aliat dels anglesos, i li va fer front, mentre Renat I d'Anjou s'aliava amb el seu cunyat Carles VI de França, esdevenint el ducat de Lorena escenari de la Guerra dels Cent Anys.
El 1431, després de la mort de Carles II, Renat va atacar la vila fortificada de Vaudémont, defensada per poques tropes, i les tropes de Vaudémont van entrar en terres de l'angeví buscant l'aixecament del setge i una batalla a camp obert.

## Batalla
Antoni de Vaudémont comptava amb quatre mil combatents, tres mil quatre-cents borgonyons i sis-cents anglesos, i del total, la meitat eren arquers o ballesters, i disposaven d'alguns canons i culebrines, mentre que Renat I d'Anjou disposava de sis mil genets i quinze mil milicians.
L'1 de juliol de 1431 els exèrcits es van trobar i Vaudémont es disposà en terreny elevat amb la infanteria en el centre i els arquers i ballesters als flancs, i al front l'artilleria, mentre els carros protegien la rereguarda, i els angevins es disposaven en tres cossos, l'avantguarda a la dreta, el cos principal al centre, ambdós formats per la infanteria, i la cavalleria a la rereguarda a l'esquerra, que hauria d'envoltar l'enemic i colpejar el flanc i la rereguarda.
La batalla va començar amb un atac frontal angeví, que fou rebutjat per l'artilleria i els projectils, mentre que la cavalleria es retirava sense combatre, i el cos principal borgonyó contraatacà, fent presoner.

## Conseqüències
Llargues negociacions van seguir, ja que l'emperador Segimon I sostenia a Renat i es negava a acceptar que Antoni, aliat del duc Felip III de Borgonya del qual temia les ambicions, accedís al ducat.
Sent atacat el Regne de Nàpols, feu de Renat, a finals de 1437 s'establí una treva fins al març de 1438, que fou trencada pels angevins el dia de Nadal amb un atemptat fallit i poc després Renat d'Anjou obtenia la llibertat de Felip III de Borgonya per 200.000 dobles d'or, aconseguint reforçar Nàpols.
Finalment, per tractat del 27 de març de 1441, Antoni va renunciar al ducat, a canvi de la independència del seu comtat, i el fill d'Antoni fou promès amb la filla de Renat, Violant o Iolanda. Aquest matrimoni permetrà al net d'Antoni i de Renat heretar els ducats trenta anys més tard.